# اللحف الأعلى (الخبت)

تعديل مصدري - تعديل

اللحف الأعلى هي إحدى قرى عزلة الشعافل العليا بمديرية الخبت التابعة لمحافظة المحويت، بلغ تعداد سكانها 892 نسمة حسب تعداد اليمن لعام 2004.